# Phaonia trichaeta
Phaonia trichaeta este o specie de muște din genul Phaonia, familia Muscidae, descrisă de Zinovjev în anul 1992. Conform Catalogue of Life specia Phaonia trichaeta nu are subspecii cunoscute.